# Ангелите хранители
„Ангелите хранители“ (на френски: Les anges gardiens) е френска фентъзи комедия с екшън елементи от 1995 година на режисьора Жан Мари Поаре.

## Сюжет
Внимание:  Текстът по-долу разкрива сюжета на произведението (или части от него)!
Антоан Карко е успешен собственик на нощен клуб, който се наслаждава на живота и богатството си. Спокойствието му е нарушено само от неговата чаровна, но ужасно ревнива приятелка Реджина, но като цяло животът на Антоан е великолепен. Всичко се променя, когато Карко получава обаждане от своя умиращ приятел Ивон от Хонконг. По време на неговата бурна младост Ивон е спасил живота му и сега той има една последната молба: да дойде в Хонконг, да вземе някакво момче Бао и да го придружи до Франция. Карко се опитва да откаже, но Ивон обещава да плати много пари за тази услуга и Антоан веднага тръгва за Югоизточна Азия. В Хонконг Карко намира Бао, който дава на Антоан малък ключ от сейф, в който се съхраняват облигации на приносител. Щастливият Карко взема това богатство, но след това се оказва, че парите принадлежат на г-н Мо, шефът на местната мафия, който започва да преследва Антоан и Бао.
В същото време скромният свещеник Тарен е в Хонг Конг. Заедно с група млади хулигани, които Тарен е довел от Франция за празниците, свещеникът се занимава с благотворителна и доброволческа дейност. Именно към него Карко се обръща за помощ. След като пъха облигациите в багажа на свещеника, Антоан безопасно пресича границата и след като пристига в Париж, взема облигациите за себе си и оставя малкия Бао на грижите на Тарен. Свещеникът се опитва да апелира към гласа на съвестта, но Антоан, заслепен от личен интерес, не чува нищо.
И тогава се случва чудо. При Антоан долита неговият ангел пазител, точно копие на Карко и невидим за всички, с изключение на Антоан. Ангелът призовава Антоан да бъде честен и да намери майката на бебето Бао, за да ѝ даде парите. В началото ужасеният Карко крещи и си мисли, че е загубил ума си и халюцинира. Но след като се уверява, че ангелът е съвсем реален, Антоан се втурва към Тарен с молба за помощ. Разяреният свещеник отказва на Карко и тогава се случва друго чудо – при Тарен долита неговият демон изкусител, който започва да крои всякакви интриги. Карко и Тарен разбират, че има само един начин да се отърват от ангела и демона – трябва да намерят майката на Бао и да ѝ предадат детето. Въпросът се усложнява още повече от факта, че мафията продължава да търси Бао и парите из Франция. По заповед на г-н Мо бандитите отвличат Бао и Жан-Люк, брата на свещеника, а за завръщането им мафиотите искат облигациите от Карко. Антоан и свещеникът намират майката на Бао в Брюксел и ѝ казват в каква ужасна ситуация се намира момчето.
Обратно в Париж, приятелите проникват в леговището на г-н Мо и се опитват да спасят Бао и брата на Тарен. По време на битката в ресторант „Le mandarin qui fume“, ангелът хранител на Карко се намесва, Бао и Жан-Люк са спасени, а бандитите са арестувани. По-късно Антоан се жени за Реджина, облигациите дарява за благотворителност и в същия момент ангелът хранител на Карко и демонът изкусител на Тарен изчезват.

## Актьорски състав
| Актьор            | Роля                                                                  |
| ----------------- | --------------------------------------------------------------------- |
| Жерар Депардийо   | Антоан Карко – собственик на нощен клуб / ангел                       |
| Кристиан Клавие   | Ерве Тарен – свещеник / демон                                         |
| Ева Грималди      | Реджина Подиум – главната звезда на нощния клуб и приятелка на Антоан |
| Ева Херцигова     | Чук Чук Нуга – блондинка танцьорка в нощен клуб                       |
| Дженифър Ерера    | Ла Луна – азиатка танцьорка в нощен клуб                              |
| Ив Рение          | Ивон Радмило – стар приятел на Антоан и баща на Бао                   |
| Жан Шампион       | дядо на Тарен                                                         |
| Анна Гейлър       | баба на Тарен                                                         |
| Доминик Маркас    | монахиня Анджелина                                                    |
| Александър Ексимо | Бао – малко момче от Хонг Конг                                        |

## Интересни факти
- Интериорът и екстериорът на вилата на Карко е резиденция, разположена в Монфор-л'Амори (20 км северно от Рамбуйе). Сцените на летището са заснети на международното летище Шарл де Гол, а останалата част от снимките се провеждат в предимно азиатските райони на Париж.
- Когато един тъмнокож мъж нарича Карко дебел, той отговаря: „Кой е този дебел?!?” Това е повтаряща се линия на героя Обеликс, който Депардийо по-късно ще играе в няколко филма за приключенията на Астерикс и Обеликс.
- Когато Антоан Карко и свещеникът Тарен спят в хотел в Брюксел, Тарен прави всичко възможно да успокои хъркането на Карко: подсвирква, пляска с ръце и т.н. Това е препратка към известната френска комедия „Голямата разходка”, в която персонажът на Луи дьо Фюнес по подобен начин се опитва да успокои хъркането на германски майор.
- За да увеличат бюджета на филма, неговите създатели сключват огромен брой рекламни договори и за това в кадър постоянно се явяват марки на добре известни и не толкова известни компании, като Leffe, Stella, Berluti, Toyota, Schnapps, Tourtel, Jaguar, BMW, Twingo, Mars, M&М's, Bounty, GB, Solo, Araldite, L'Espadon, Avis, Europcar, Hertz, Budget, Eurorent, Samsung, Piper и така нататък.
- По време на сцената на летището, когато Тарен предупреждава Антоан, че съвестта му ще го измъчва, Карко се подхлъзва и едва не пада. Това е навременна импровизация на Жерар Депардийо.
- Във филма се споменават двама продуценти на филма, Ален Терциан и Патрис Леду. Името „Терзиан” се съобщава по високоговорителя по време на сцената на летището, а името „Леду” е споменато от свещеника Тарен, когато казва, че се е свързал с известния „д-р Леду за отита на Бао”.